# Ґарібальді біля Ґетисберґу
«Ґарібальді біля Ґетисберґу» (італ. Garibaldi a Gettysburg) — укроністичний та науково-фантастичний роман італійського письменника-фантаста П'єрфранческо Проспері, написаний 1993 року.
У 1998 році був нагороджений Італійською премією як найкращий роман.

## Сюжет
Одного літнього вечора Андреа Веньє, тридцятип'ятирічна професор літературних дисциплін середньої школи у Венеції та великий поціновувач життя Джузеппе Гарібальді, розмовляв зі своїм другом-сценаристом Джино Валлі про те, що Гарибальді міг би взяти участь у громадянській війні в Америці на стороні Союзу, якщо було б на це бажання Авраама Лінкольна. Одразу після цього Джино написав сценарій для фільму-укроніки під назвою «Ґарібальді біля Ґетисберґу», робота над яким вже почалася. Андреа найняли на роботу в якості консультанта і через декілька місяців він переїхав до США; в ході очікування свого літака до Італії в аеропорті Лос-Анджелеса він придбав книгу під назвою «Щоденник гарібальдінця в Америці» авторства Еугеніо Россетті в газеті в аеропорту Лос-Анджелеса, де описується участь Гарибальді в американській громадянській війні, якщо це насправді відбулося б, автор цього твору зупинився на поразці північних військ біля Ґетисберґу через нерозуміння Героєм двох світів бойової тактики командира союзників Ганта.
Андреа починає думати, що це плагіат або сингулярний збіг із фільмом, над яким він співпрацював, але після повернення до Венеції його очікує шокуючого сюрприз: місто й вся Венето не є частиною Італійської Республіки, а входить до Федеративної Республіки Австрія, хоча й у статусі автономії, яка передбачає двомовність. Ні його подруга Крістіна, ні її знайомі, здається, не вважають це дивним; шкільний курс історії і Італії стверджує, що Гарібальді насправді вирушив до Сполучених Штатів для участі в Громадянській війні, а потім відмовився від будь-якої військової діяльності після поразки Союзу, в той же час Італія повинна була відмовитися від анексії Венето після поразки в третій війні за незалежність. Через свого друга Андреа зустрічається в Мілані з П'єрлуїджі Фелічі, тосканським архітектором, який захоплюється науковою фантастикою. Почувши розповідь молодого венеційця, Фелічі пропонує свою теорію: Андреа насправді прийшов з паралельного всесвіту, в якому Північ фактично виграв Війну за незалежність, а Венеція є частиною Італії, проте створення фільму «Ґарібальді біля Ґетисберґу» зблизила та привела до взаємопроникнення двох всесвітів, в свою чергу це спричинило перехід Андреа від одного всесвіту до іншого: ключову роль в цьому може мати книга Россетті. Андреа вирішує повернути щоденник на місце, звідки він його взяв, проте його антиавстрійська публічна драма привернула увагу австрійських спецслужб, які вважають, що він перебуває в змові з іредентистськими групами, після цього вони викрадають книгу, перевернувши будинок «догори ногами», чим шокували юнака.
Андреа намагається повернути книгу після вбивства австрійського чиновника (який стверджував, що є Лео Перуцом) та виїхати до Лос-Анджелеса, але там він спочатку напав на австрійського агента, потім, нейтралізувавши останнього, його перехоплюють два члени таємничої міжурядової організації CS. Завдяки автокатастрофі венеційцю вдалося втекти й сховатися у свого друга Джино, який, проте, боячись за свою безпеку, повертає його до CS. На цьому етапі Андреа потрапляє в структуру, чиї гості мають спільну характеристику: вони пам'ятають, що прийшли зі світу, де минуло інше.
Після спроби втечі, в якій Джино, шкодуючи про свій вчинок, надає допомогу Андреа, той довідається про правду завдяки протистоянню з Ебенезером Девісом, старим мільярдером, який очолює Фонд, який в свою чергу контролює табір інтернованих та КС. Зміни вході історії відбулися через мандрівку в часі, метою якої було зробити можливим участь Гарібальді у громадянській війні та відповідну перемогу Конфедеративних штатів Америки, щоб уникнути скасування рабства Лінкольном та рухів за громадянські права в 1960-х роках. Такі люди, як Андреа, були ув'язнені, тому що, на відміну від більшості населення, вони пам'ятають яким був світ до часових перетворень, і тому представляють потенційний ризик.
Завдяки допомозі свого терапевта Лоре, який був також вірний його справі, Андреа дістається руками до машини часу і занурюється у часовий портал, який веде його до Ґетисберґу в 1863 рік, коли битва була в самому розпалі, а Гарібальді збирається накласти на себе руки.